# 玉林市图书馆
玉林市圖書館，前身是建於清朝乾隆年間的鬱林州紫泉書院藏書樓，是廣西一間綜合性的公共圖書館。

## 歷程
1928年，由蔣子鰲等二百多人募款籌建為玉林縣圖書館，後經多次更名和館址變遷。
1959年，圖書館被列為有獨立建制的文化事業單位，後經多次更名和館址變遷。
1983年10月，圖書館開始起用現名。
1991年，新館落成並投入使用，館址位於玉林市教育中路553號，佔地9.23畝，主樓高六層，建築面積4529平方米。
2018年5月14日，第六次全國縣級以上公共圖書館評估定級結果公佈，玉林市圖書館被為一級圖書館。

## 未來規劃
正在建設中的玉林市圖書館新館位於玉東新區玉東大道北側、石牛路西側。新館估算總投資約9786.71萬元，22293.61平方米；其中，地上建築面積13980平方米，地下室建築面積8313.61平方米。建築有地下一層和地上五層，建築高度達23.40米。建築設計總藏書量95萬冊，閱覽座位1000個，日接待讀者2000人次。

## 歷代館長
蔣剛、周仲新、梁立煥、盧永容。

## 獲得獎項
1981年，玉林市圖書館獲得國家文化部、人事部評為「全國農村文化工作」先進集體；
1994年，获「全国文明图书馆」、「全国一级图书馆」（县市级）称号；
1995年，获「全国文化先进集体」、「广西知识工程先进单位」称号；
1996年，广西知识工程领导小组授予「优质图书馆」称号；
1997年，获广西「知识工程」读书活动奖；
1999年，获广西「知识工程」工作先进单位称号；
2010年1月，被国家文化部授予「全国一级图书馆」荣誉称号；
2013年10月，被国家文化部评定为「一级图书馆」；
2013年11月，获广西壮族自治区文化厅授予文化系统集体二等功荣誉等。